# Baño maría

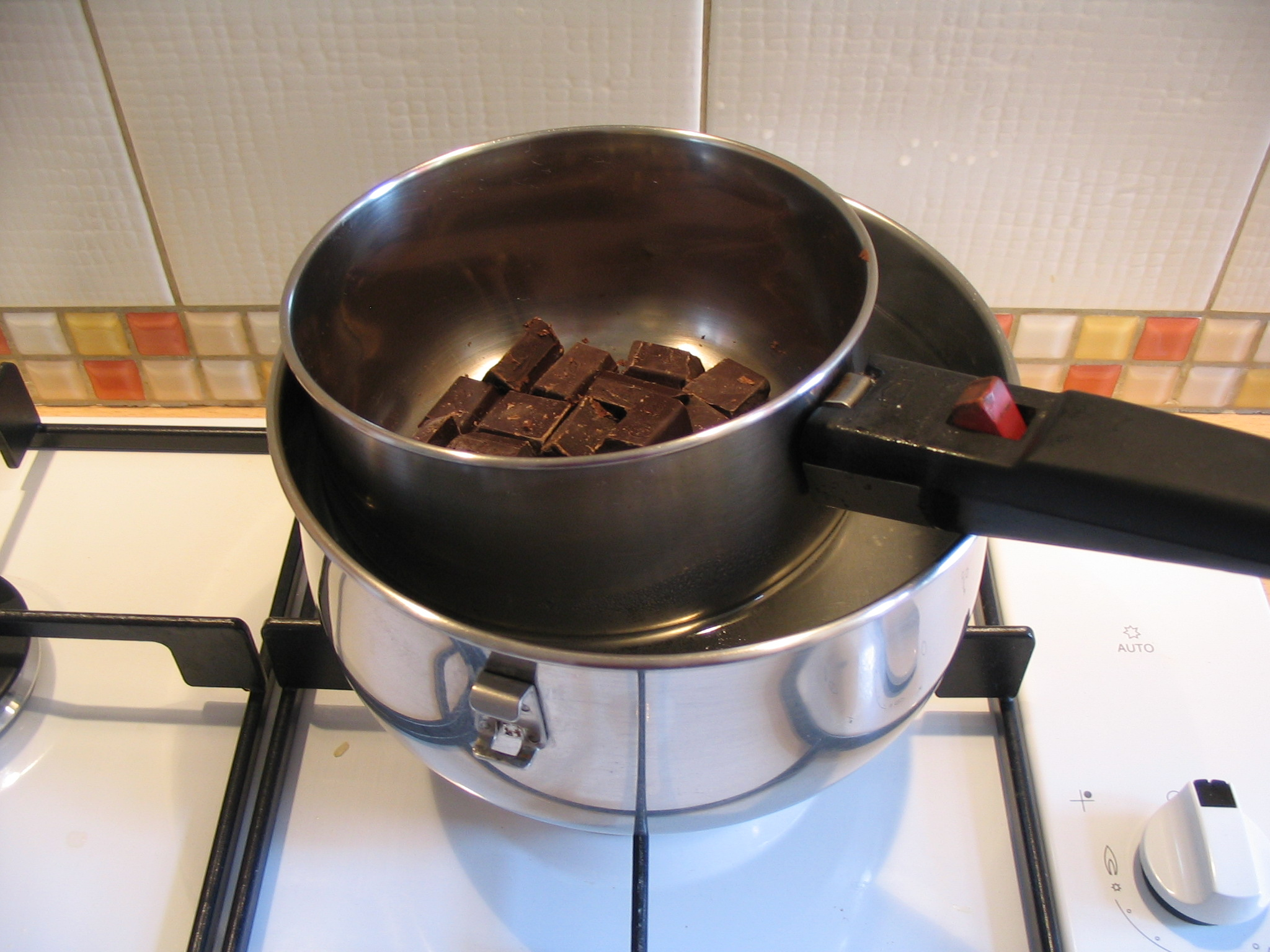
Chocolate fundiéndose al baño maría.

El baño maría o baño de María (en latín, balneum Mariae) es un método para calentar una sustancia líquida o sólida, uniforme y lentamente, sumergiendo el recipiente que la contiene en otro mayor con agua u otro líquido que se lleva a ebullición. Es un método conocido desde la antigüedad, empleado en las industrias (farmacéutica, cosmética, de alimentos y conservas), en laboratorio de química y en la cocina.

## Concepto
El concepto de baño maría implica el calentamiento indirecto de la sustancia por convección térmica desde el medio líquido (normalmente agua).
Para calentar al baño maría hay que introducir un recipiente pequeño en el que se deposita la sustancia dentro de otro más grande que contiene un líquido y calentar este por su base. De este modo, se calienta en primer lugar el líquido contenido en el recipiente de mayor tamaño y este va calentando gradualmente el contenido del recipiente menor, de un modo suave y constante. Es indispensable que en todo tiempo el recipiente interior (más pequeño) esté en contacto con el líquido para que se produzca la transmisión de calor. Es muy importante que el recipiente más pequeño no toque el fondo del recipiente más grande, sino que debe «flotar», de esta forma se garantiza que la transferencia de calor sea indirecta y se evita llegar a temperaturas mayores de las deseadas.
Utilizando diferentes líquidos (aceites, soluciones salinas, etcétera) en el recipiente grande se obtienen diferentes temperaturas de trabajo. Cuando se usa agua, la máxima temperatura del producto del recipiente superior no excederá los 100 °C (punto de ebullición del agua a la presión de una atm).

## Historia y leyenda del baño maría

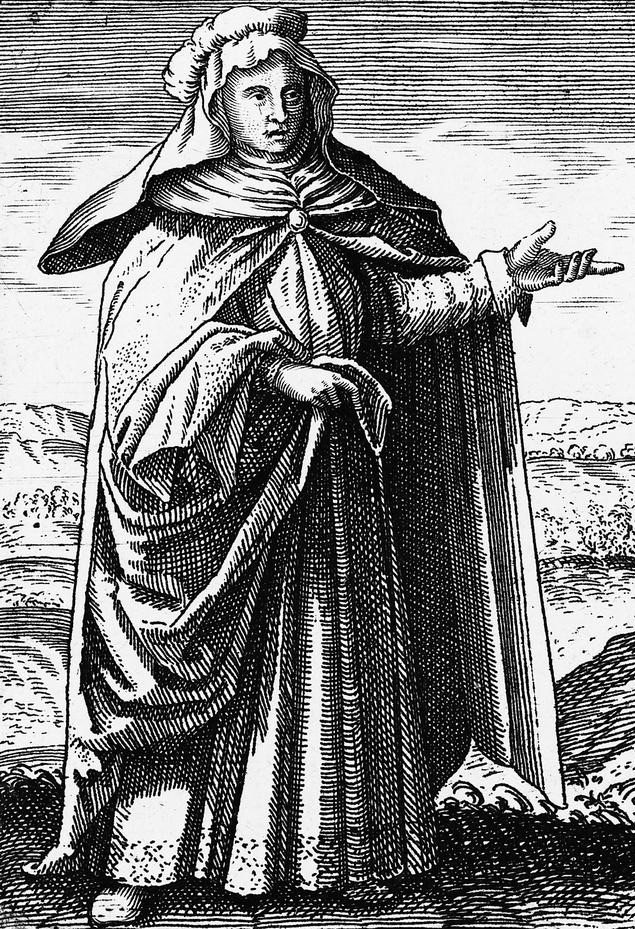
La alquimista egipcia María la Profetisa

La invención del baño maría se atribuye a la alquimista egipcia María de Alejandría (siglo III d. C.), la primera alquimista conocida.

## Usos del baño maría
A través del baño maría se pueden elaborar postres como flanes, budines o paté. Es un método ideal para calentar elaboraciones delicadas, como fundir chocolate sin que se queme o tueste y es el proceso que se usa para hacer conservas. Un claro ejemplo lo constituye la elaboración de la salsa holandesa, la cual requiere de un calor controlado para evitar que las yemas de huevo se solidifiquen en el proceso.
Se puede cocer al baño maría sobre el fuego o calor de una cocina o en el horno y para obtener buenos resultados se debe tener en cuenta algunos puntos, como no llenar demasiado el recipiente de agua ya que cuando empiece a hervir podría salpicar. Siempre es mejor añadir agua caliente en el caso de que hiciera falta.
También se puede usar para calentar alimentos que contienen líquidos como sopas o guisos con salsa sin necesidad de colocarlos directamente sobre una cacerola al fuego a fin de evitar que se sequen o quemen.